# De Liefde (galjoen)

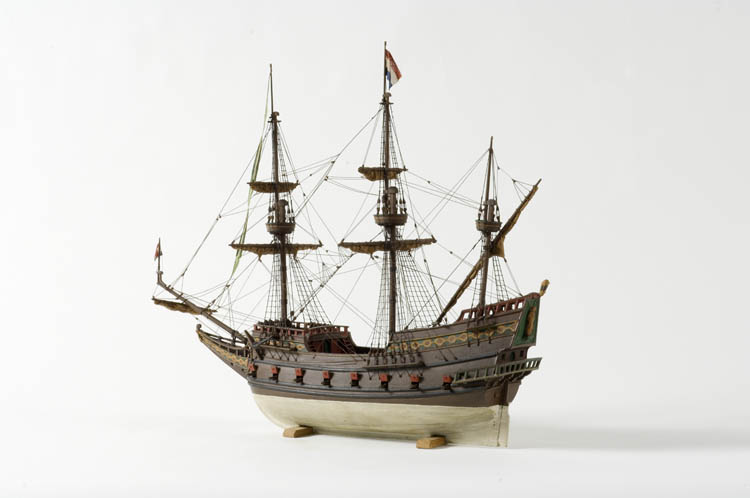
De Liefde (20e-eeuws schaalmodel)

De Liefde was een Nederlands galjoen dat op 19 april 1600 als eerste Nederlandse schip Japan bereikte. Het schip was onderdeel van een vloot van de Magelhaensche Compagnie die via de Straat Magellaan Oost-Indië wilde bereiken. Het heette eerder Erasmus. Het schip was 330 tot 340 ton zwaar.

## De zeereis

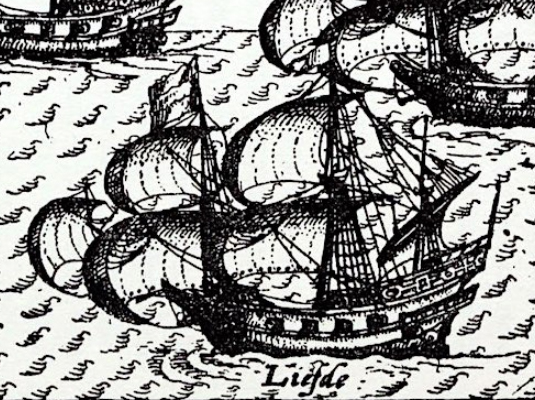
De Liefde (detail van een gravure uit 1600)

Twee Vlaamse kooplieden in Rotterdam, Pieter van der Hagen en Johan van der Veeken, hadden het initiatief genomen tot een scheepvaart naar de Oost via de Straat van Magalhães. Op 27 juni 1598 vertrokken de vier galjoenen De Liefde, De Hoop, Het Geloof, De Trouw en het jacht De Blijde Boodschap. De naam van het schip Erasmus was veranderd naar De Liefde om de naam in lijn te krijgen met de namen van de andere schepen. Het was de eerste zeereis naar Indië vanuit Rotterdam. Op De Liefde, dat in eerste instantie onder bevel van viceadmiraal Simon de Cordes stond, bevonden zich 110 bemanningsleden. Volgens Portugese bronnen waren aan boord 18 kanonnen, 500 musketten, 5000 ijzeren kogels, 350 vuurpijlen en 250 kilo buskruit. Verder was er een naaldkompas aanwezig van Petrus Plancius.
Waarschijnlijk waren ze eerder geïnspireerd door de rooftocht van Francis Drake tegen Spaanse schatgaljoenen, dan gedreven door handelsintenties. De expeditie deed Kaapverdië aan om voedsel en water in te slaan. Toen hun dat werd geweigerd, bezetten ze tijdelijk het fort van Praia, maar daarmee was hun probleem niet opgelost. Ze gaven het fort op, maar dit volstond niet voor de gouverneur, die kanonnen in stelling bracht en hen zonder bevoorrading wegstuurde uit de Kaapverdische eilanden. Bij het aanvatten van de Atlantische overtocht in januari 1599 werd de bemanning op een hongerrantsoen geplaatst, en er brak scheurbuik uit.
De Liefde behoorde tot de vier schepen die helemaal door de Straat Magellaan voeren, waar ze een treffen hadden met Patagonische indianen. Het vijfde schip, Het Geloof, onder Sebald de Weert, keerde terug naar Rotterdam. De Trouw, onder Balthasar de Cordes, stak de Grote Oceaan over naar de Molukken, maar werd daar gekaapt door de Portugezen. Slechts De Liefde, met uiteindelijk Jacob Quaeckernaeck als kapitein, en De Hoop staken van wat nu Chili is over naar Japan. De selectie van Japan als bestemming was ingegeven door de overweging dat het laken aan boord geen geschikte handelswaar was voor de tropen. De Hoop verging onderweg in een storm.

## Aankomst Japan
Op 19 april 1600 kwam De Liefde aan op het eilandje Kuroshima dat in de baai van Usuki ligt. Wellicht het nu bekendste lid van de bemanning is stuurman William Adams, die – zover bekend – als eerste Engelsman Japan bereikte en er de rest van zijn leven bleef wonen. In een bewaard gebleven brief uit 1605 schrijft hij dat er op de dag van aankomst nog vierentwintig bemanningsleden in leven waren, waarvan er een dag eerder nog vijf in staat waren om te wandelen. Drie bemanningsleden stierven een dag na aankomst, de rest herstelde op drie na die lange tijd ziek bleven en uiteindelijk stierven. De inventaris werd direct na aankomst op Kuroshima door de Japanners in beslag genomen.
Ook de koopman Jan Joosten van Lodensteyn vestigde zich voorgoed in Japan, waar hij een belangrijke rol ging spelen in de handelsrelaties met Holland.
In 1605 schonken de Japanners de Hollanders een jonk, waarmee Quaeckernaeck en Melchior van Santvoort richting Holland voeren. De bemanning kreeg een brief mee waarin Holland uitgenodigd werd een handelspost in Japan op te richten. Dat gebeurde uiteindelijk in 1609 door de Vereenigde Oostindische Compagnie op het eiland Hirado. Quaeckernaeck sneuvelde in een gevecht voor Malakka tussen de vloot van Cornelis Matelieff en een Portugese vloot en Van Santvoort keerde vanuit Patani terug naar Japan.

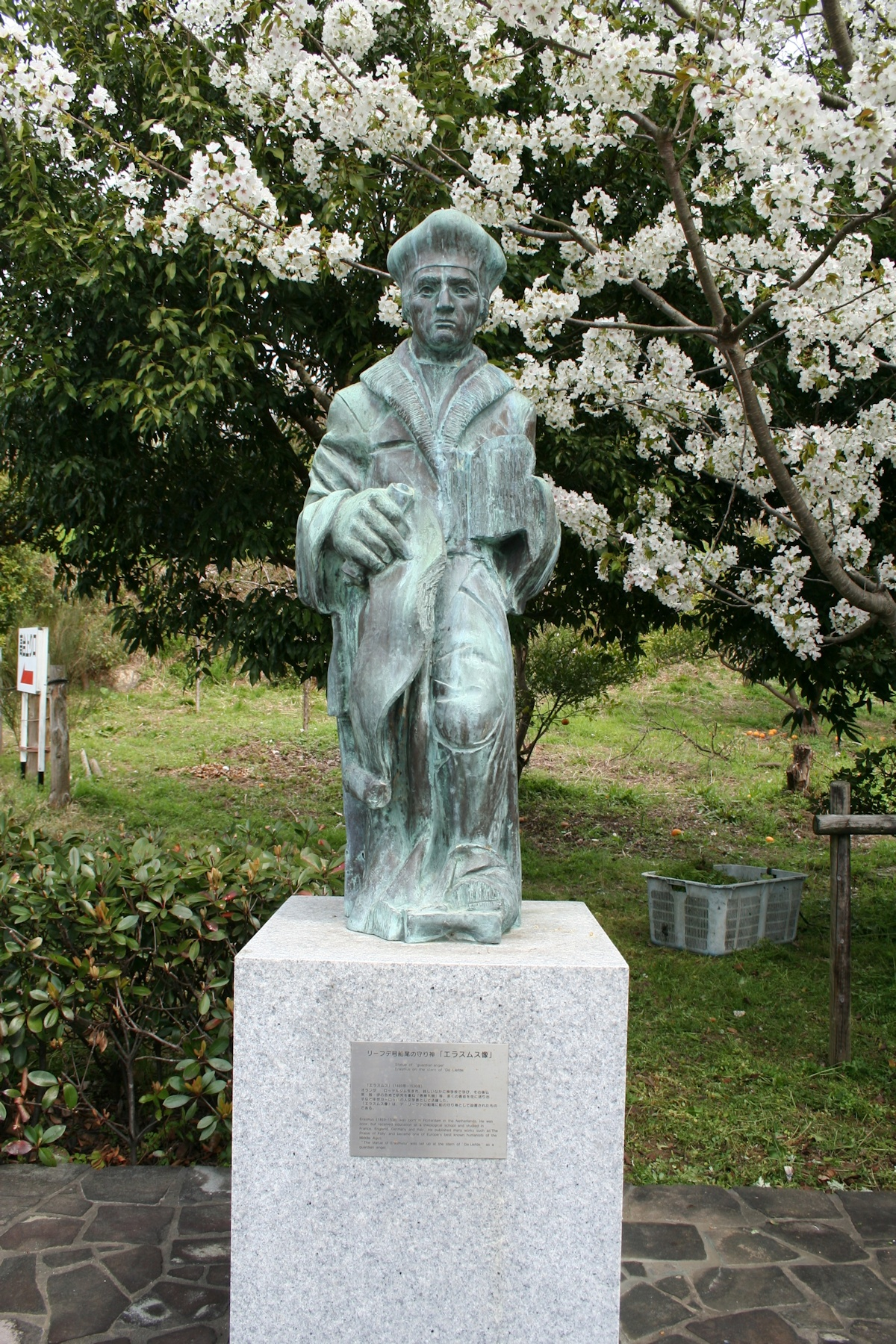
Bronzen replica van het Erasmusbeeld van de hek van het galjoen De Liefde op het Japanse eiland Kuroshima.

## Monumenten en artefacten

### Hekbeeld Erasmus

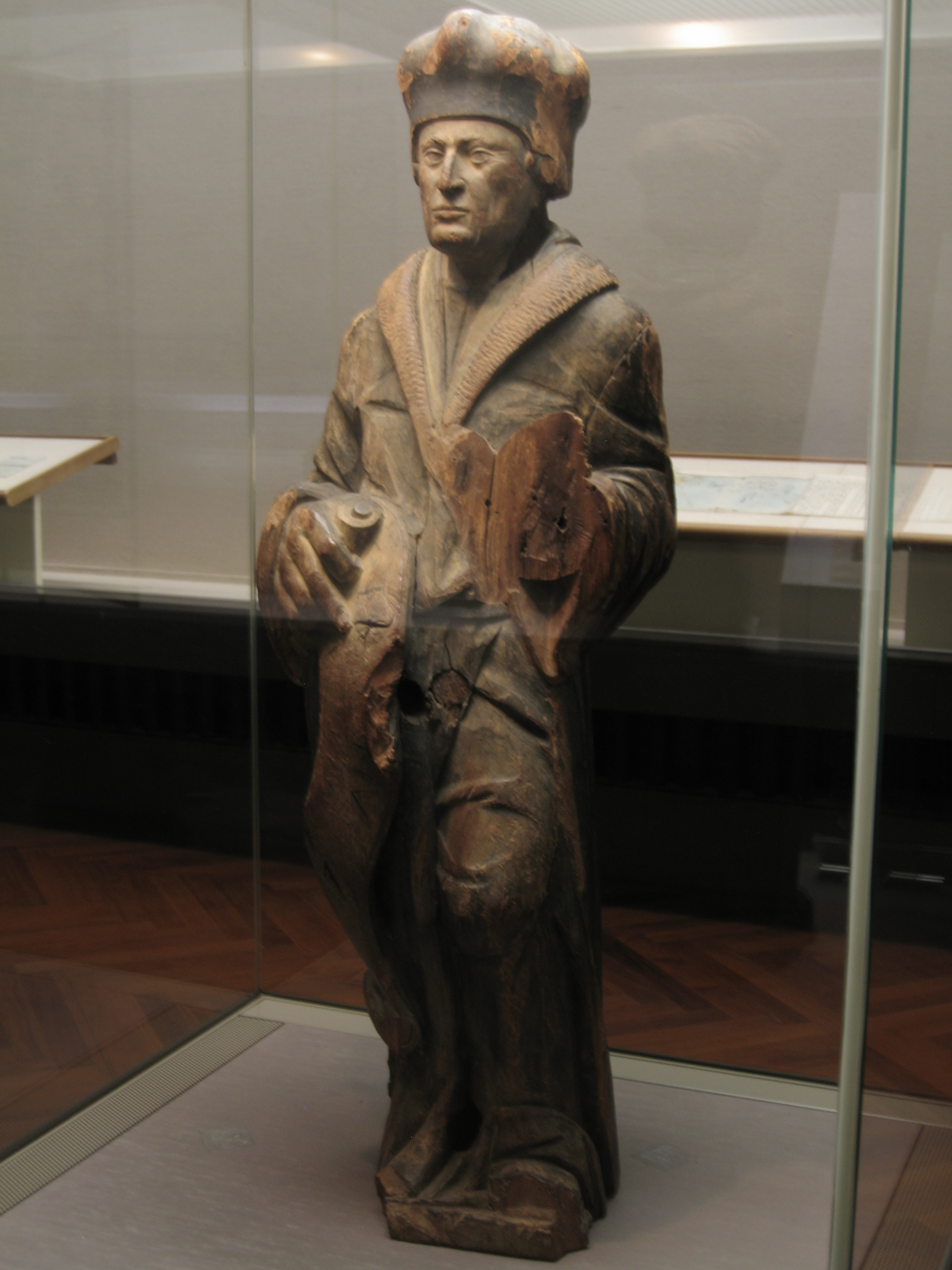
Houten beeld van Desiderius Erasmus, afkomstig van het schip De Liefde, in het Nationaal Museum te Tokio

Op de versierde spiegel van het schip stond een hekbeeld van Desiderius Erasmus. Het houten, holle beeld is voor zover bekend het enige dat is overgebleven van het galjoen. Het beeld heeft enkele eeuwen in een Japanse tempel gestaan, totdat het in de twintigste eeuw werd herkend als het hekbeeld van De Liefde. Het beeld staat nu symbool voor de geschiedenis van de handelsrelatie tussen Nederland en Japan. Op Kuroshima staat een replica als onderdeel van het herdenkingsmonument. Het hekbeeld bevindt zich in het Nationaal museum van Tokio, net als een aantal zeekaarten van De Liefde, waaronder een van Cornelis Doedtsz.

### Herdenkingsmonumenten De Liefde
Op 22 april 1980 onthulde de Nederlandse premier Dries van Agt tijdens een officieel bezoek aan Japan in Tokio een door de Nederlandse regering geschonken bronzen schaalmodel van De Liefde. De sculptuur staat in de openbare ruimte in de straat Marunouchi (2e straat) en is van de hand van de Nederlandse beeldhouwster Louk van Meurs-Mauser (1929 - 2013).
Op Kuroshima, op de plek waar de bemanning vermoedelijk aan wal ging, werd in 2000 een herdenkingsmonument opgericht. Het staat op een pleintje aan het einde van het strand. In een mozaïek is de route afgebeeld die De Liefde heeft afgelegd en zijn de Nederlandse, Engelse en Japanse vlag gehesen. Bij het monument staan bronzen borstbeelden van de koopman Jan Joosten van Lodensteyn en de stuurman William Adams op sokkels. Daarnaast staat, eveneens op een sokkel, een replica van het hekbeeld Erasmus dat De Liefde versierde. Het monument werd onthuld op 19 april 2000 door de Nederlandse kroonprins Willem-Alexander in aanwezigheid van de Japanse kroonprins Naruhito. De onthulling vond plaats in het teken van de viering van 400 jaar diplomatieke betrekkingen tussen Nederland en Japan. De aankomst van De Liefde wordt daarvan als het begin gezien. Op het eiland is ook een klein museum dat gewijd is aan het schip De Liefde en eerdere herdenkingen in Japan.

### Herdenkingsplaquettes De Liefde
In het ondergrondse winkelcentrum van Tokio Centraal Station aan de Yaesu-zijde, bevindt zich aan een muur een levensgrote betegelde kaart met de route van de reis van De Liefde vanaf Rotterdam naar Japan. Ernaast staat een bronzen buste van Jan Joosten van Lodensteyn, vervaardigd door de Nederlander Leo Braat (1908 - 1982). 
Aan de oostzijde van het Tokio Centraal Station, in het midden van Yaesu-straat, bevindt zich het 'Vredescarillon' met een plaquette ter herinnering aan het galjoen De Liefde en Jan Joosten van Lodensteyn. Dit monument werd in 1989 opgericht naar aanleiding van 380 jaar betrekkingen tussen Japan en Nederland.

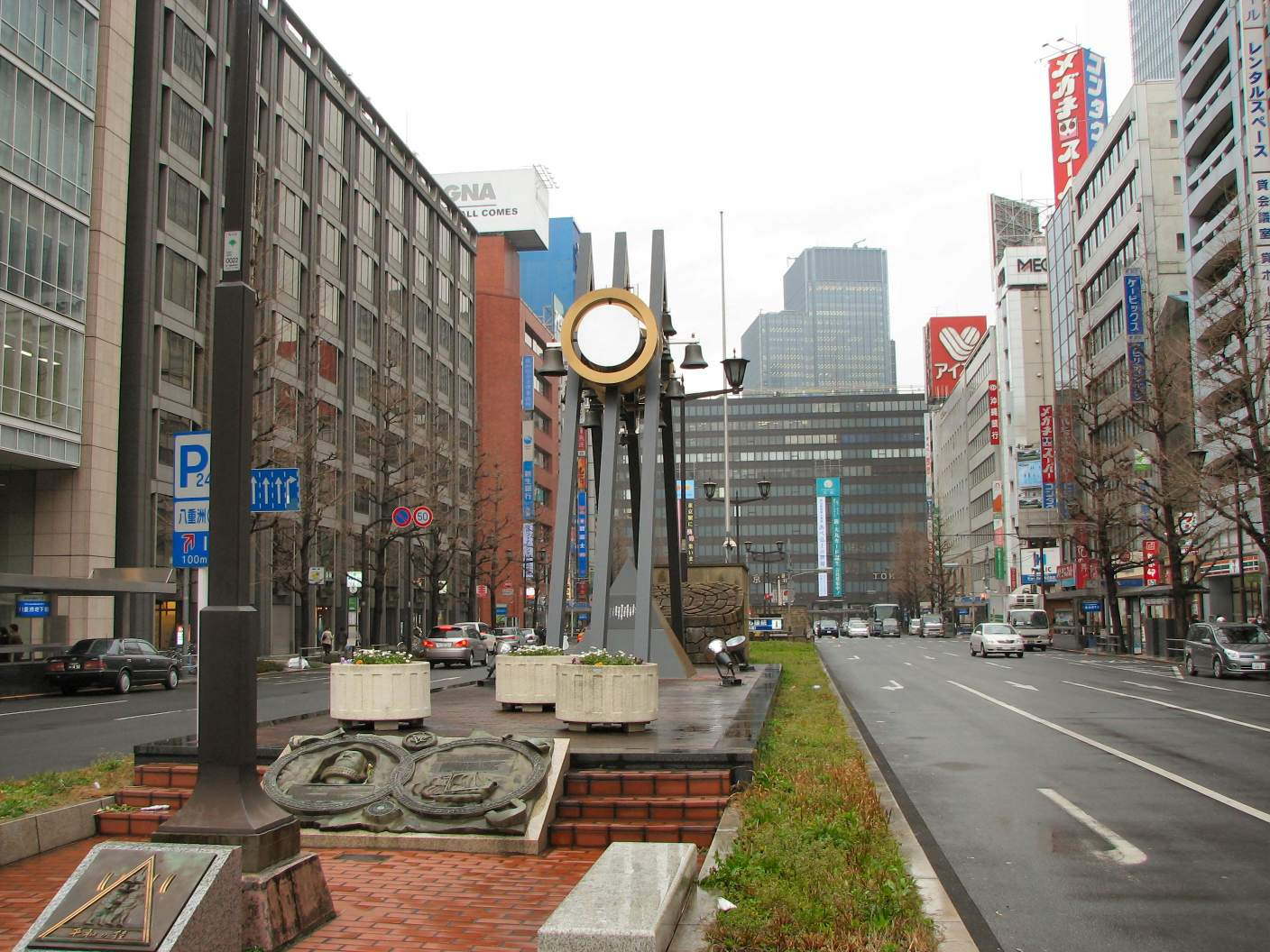
Plaquette met De Liefde op het monument.

### Sculptuur 'Memory of the Ocean'
In Delft, de geboorteplaats van Jan Joosten van Lodensteyn, staat in het seniorencomplex aan het Jan Joostenplein een houten sculptuur, 'Memory of the Ocean', van het schip De Liefde. Het is geschonken door World Art Delft en werd onthuld op 20 juni 2010. De Japanner Kouji Ohno is de ontwerper.

### Replica/model 'De Liefde'

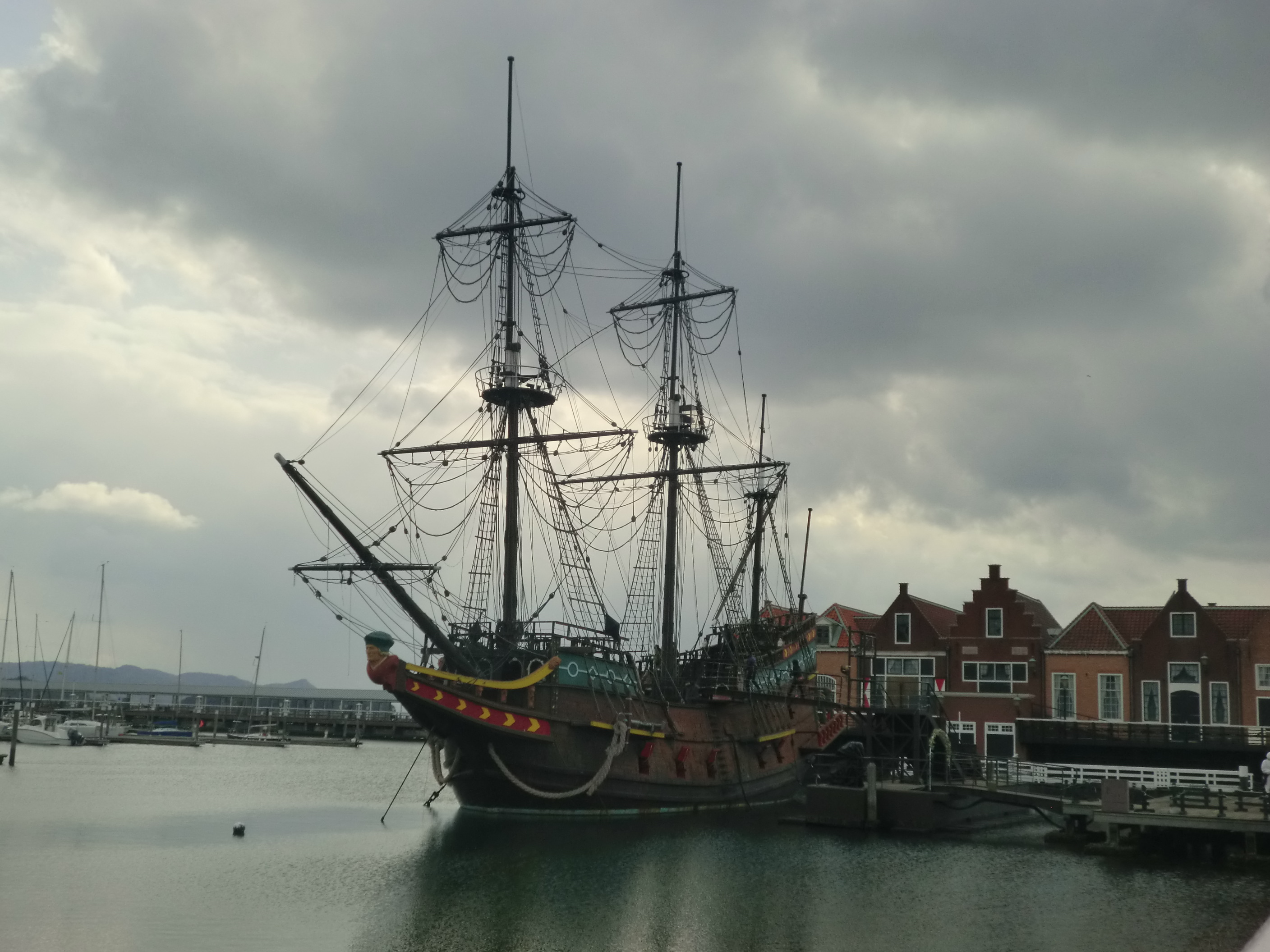
Replica van het schip De Liefde in het Japanse themapark Huis Ten Bosch

In het Japanse themapark Huis Ten Bosch is een replica van het schip De Liefde te bewonderen dat in 1991 gebouwd is. In een klein museum op Kuroshima in Japan bevindt zich een schaalmodel van het galjoen.

### Onderzoekslaboratorium
Het Dirck Gerritsz Laboratory is een Nederlands onderzoekslaboratorium op Antarctica, gelegen op het Britse station Rothera. Het lab bestaat uit vier mobiele laboratoria, genoemd naar de vier schepen van de expeditie van Dirck Gerritsz. Pomp: Blijde Boodschap, Hoop, Geloof en het galjoen (De) Liefde. Het laboratorium wordt beheerd door het Nederlands Polair Programma van de Nederlandse Organisatie voor Wetenschappelijk Onderzoek.

## Wetenswaardigheden
- De reis van De Liefde en de wederwaardigheden van de opvarenden in Japan zijn geromantiseerd in het boek Shogun van James Clavell, dat ook tweemaal als televisieserie verfilmd is. Hij noemde het schip waarmee de Hollanders Japan bereikte Erasmus.
- De eerste ontmoeting tussen de bemanning van De Liefde en de Japanse vissers is door de Japanse schrijver Ichiro Shiraishi in een historische roman beschreven.
- Jan Joosten van Lodensteyn woonde in Edo (de oude naam voor Tokio) in een buurt die zijn verbasterde naam heeft gekregen: Yaesu (aangrenzend oostelijk van het centraal station in Tokio). Ook een hoofdstraat hier is naar hem vernoemd (Yaesu-straat). De zuidelijke ingang/uitgang van het centraal station van Tokio is weer vernoemd naar de buurt.
- Edwin Schimscheimer schreef een compositie voor mannenkoor en sopraan solo, gebaseerd op de reis naar Japan. De orkestratie is van Lowell Dykstra. De première vond plaats in de Laurenskerk in Rotterdam, in 2001.